# Ejército Expedicionario de China Central

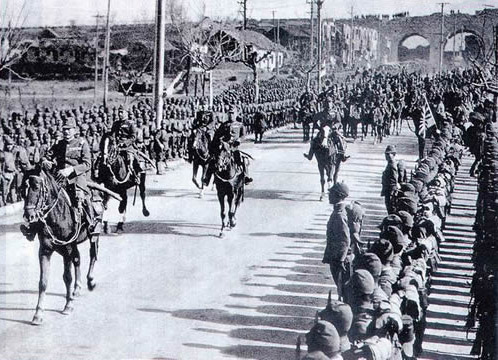
Iwane Matsui, comandante en jefe del Ejército Expedicionario de Shanghái, entrando en Nankín.

El Ejército Expedicionario de China Central (en japonés: 中支那派遣軍) fue un ejército de campaña del Ejército Imperial Japonés durante la segunda guerra sino-japonesa.

## Historia
El 7 de noviembre de 1937, el Ejército Japonés del Área Central de China fue organizado como un ejército expedicionario de refuerzo combinando el Ejército Expedicionario de Shanghái y el 10.º Ejército. El general Iwane Matsui fue designado como su comandante en jefe, concurrentemente con su misión como comandante en jefe de EES. Matsui reportó directamente al Cuartel General Imperial. Después de la Batalla de Nankín, EJACC fue disuelto el 14 de febrero de 1938 y sus unidades fueron reasignadas al Ejército Expedicionario de China Central.
El 12 de septiembre de 1939 dada la Orden del Ejército 362, se formó el Ejército Expedicionario de China con la fusión del Ejército Expedicionario de China Central y el Ejército del Área del Norte de China.

## Comandantes

### Oficiales al mando
|   | Nombre                        | Desde                   | Hasta                    |
| - | ----------------------------- | ----------------------- | ------------------------ |
| 1 | General Shunroku Hata         | 14 de febrero de 1938   | 14 de diciembre de 1938  |
| 2 | Teniente General Otozō Yamada | 15 de diciembre de 1938 | 23 de septiembre de 1939 |

### Jefes de Estado Mayor
|   | Nombre                             | Desde                 | Hasta                    |
| - | ---------------------------------- | --------------------- | ------------------------ |
| 1 | General Masakazu Kawabe            | 15 de febrero de 1938 | 30 de enero de 1939      |
| 2 | Teniente General Teiichi Yoshimoto | 31 de enero de 1939   | 23 de septiembre de 1939 |